# NGC 6736
NGC 6736 est une galaxie elliptique située dans la constellation du Paon. Sa vitesse par rapport au fond diffus cosmologique est de 4 288 ± 21 km/s, ce qui correspond à une distance de Hubble de 63,3 ± 4,4 Mpc (∼206 millions d'al). NGC 6736 a été découverte par l'astronome britannique John Herschel en 1836.